# Endochironomus tendens
Endochironomus tendens är en tvåvingeart som först beskrevs av Fabricius 1775.  Endochironomus tendens ingår i släktet Endochironomus och familjen fjädermyggor. Arten är reproducerande i Sverige. Inga underarter finns listade i Catalogue of Life.